# Lubhu
Lubhu – gaun wikas samiti w środkowej części Nepalu w strefie Bagmati w dystrykcie Lalitpur. Według nepalskiego spisu powszechnego z 2001 roku liczył on 1439 gospodarstw domowych i 7610 mieszkańców (3800 kobiet i 3810 mężczyzn).